# Dreschersreuth
Dreschersreuth ist ein Gemeindeteil der Stadt Helmbrechts im Landkreis Hof (Oberfranken, Bayern). Dreschersreuth liegt in der Gemarkung Wüstenselbitz.
'

## Geografie
Das Dorf liegt am Südhang des Hohberges (708 m ü. NHN). Die KreisstraßeHO 23/KU 13 führt nach Hohenberg (1,5 km südwestlich) bzw. an Einzeln bei Ahornis vorbei nach Burkersreuth (1,3 km nordöstlich). Ein Anliegerweg führt nach Hohberg (0,5 km nordwestlich).

## Geschichte
1806 erbaute Johann Drescher im Waldgebiet „Katz“ ein Haus. Die Grenzlage und die Lage an einer früher wichtigen Verbindungsstraße hat, wie der benachbarte Brücklasteich und die Wüstung Jaythof zeigen, eine lange Geschichte. Dies gilt auch für die Bezeichnung „Katz“. Eine mögliche Deutung des Begriffs, die auch für den Ort Kasendorf gelten soll, bezieht sich auf den Vorgang der Herstellung von Kohle aus Holz. Ursprünglich hieß das Anwesen ebenfalls Katz, seit 1853 ist der heuteige Ortsname Dreschersreuth in Gebrauch.
Infolge des Ersten Gemeindeedikts wurde Dreschersreuth dem 1812 gebildeten Steuerdistrikt Wüstenselbitz und der zugleich entstandenen Ruralgemeinde Wüstenselbitz zugewiesen. Im Zuge der Gebietsreform in Bayern wurde Dreschersreuth am 1. Juli 1972 nach Helmbrechts eingemeindet.

### Einwohnerentwicklung
| Jahr      | 001861 | 001871 | 001885 | 001900 | 001925 | 001950 | 001961 | 001970 | 001987 |
| Einwohner | 74     | 70     | 72     | 70     | 51     | 73     | 49     | 55     | 36     |
| Häuser    |        |        | 11     | 11     | 12     | 11     | 11     |        | 15     |
| Quelle    | [ 10 ] | [ 11 ] | [ 12 ] | [ 13 ] | [ 14 ] | [ 15 ] | [ 16 ] | [ 17 ] | [ 1 ]  |

## Religion
Dreschersreuth ist evangelisch-lutherisch geprägt und war ursprünglich nach St. Johannes der Täufer (Helmbrechts) gepfarrt, seit den 1920er Jahren ist die Pfarrei Wüstenselbitz zuständig.